# Takuto Koyama
Takuto Koyama (小山 拓土 Koyama Takuto?), född 27 december 1982 i Hyōgo prefektur, är en japansk före detta fotbollsspelare.
Koyama började sin karriär 2001 i JEF United Ichihara. 200 flyttade han till Tokushima Vortis. Efter Tokushima Vortis spelade han för Banditonce Kakogawa. Han avslutade karriären 2011.